# Evoluzione del collegio cardinalizio durante il pontificato di Clemente XII
Di seguito è riportata l'evoluzione del collegio cardinalizio durante il pontificato di Clemente XII (12 luglio 1730 – 6 febbraio 1740) e la successiva sede vacante (6 febbraio – 17 agosto 1740).

## Evoluzione in sintesi
Dopo l'elezione del cardinale Lorenzo Corsini, che prese il nome di Clemente XII, il collegio dei cardinali era costituito da 64 porporati.

Clemente XII ha creato 35 cardinali in 15 concistori.

Durante il suo pontificato sono deceduti 31 cardinali e 4 sono deceduti durante la successiva sede vacante.
| Data                                  | Avvenimento                                                        | Totale |
| ------------------------------------- | ------------------------------------------------------------------ | ------ |
| 12 luglio 1730                        | Elezione del cardinale Lorenzo Corsini (Clemente XII)              | 64     |
| dal 14 agosto 1730 al 22 gennaio 1740 | Cardinali creati                                                   | +35    |
| dal 14 agosto 1730 al 22 gennaio 1740 | Cardinali deceduti                                                 | -31    |
| 6 febbraio 1740                       | Morte di papa Clemente XII                                         | 68     |
| 29 febbraio 1740                      | Morte del cardinale Pietro Ottoboni                                | 67     |
| 12 marzo 1740                         | Morte del cardinale Giovanni Battista Altieri                      | 66     |
| 2 giugno 1740                         | Morte del cardinale Leandro di Porcia, O.S.B.Cas.                  | 65     |
| 24 giugno 1740                        | Morte del cardinale Serafino Cenci                                 | 64     |
| 17 agosto 1740                        | Elezione del cardinale Prospero Lorenzo Lambertini (Benedetto XIV) | 63     |

## Composizione per paese d'origine
| Paese                                   | 1730 | 1740 |
| --------------------------------------- | ---- | ---- |
| Ducato di Milano                        | 3    | 4    |
| Regno di Sardegna                       | 1    | 1    |
| Repubblica di Venezia                   | 3    | 2    |
| Ducato di Parma, Piacenza e Guastalla   | 1    | 1    |
| Ducato di Modena e Reggio               | 1    | 1    |
| Repubblica di Genova                    | 4    | 3    |
| Ducato di Massa e Principato di Carrara | 1    | 1    |
| Granducato di Toscana                   | 3    | 4    |
| Ducato di Siena                         | 1    | 3    |
| Stato Pontificio                        | 19   | 16   |
| Regno di Napoli                         | 9    | 10   |
| Totale Italia                           | 46   | 46   |
| Confederazione polacco-lituana          |      | 1    |
| Repubblica delle Sette Province Unite   | 1    | 1    |
| Ducati della Slesia                     | 1    |      |
| Regno di Francia                        | 5    | 6    |
| Elettorato di Magonza                   | 1    | 1    |
| Langraviato d'Assia-Darmstadt           | 1    |      |
| Regno d'Ungheria                        | 1    |      |
| Arciducato d'Austria                    | 2    | 3    |
| Regno di Spagna                         | 4    | 3    |
| Regno del Portogallo                    | 3    | 3    |
| Totale resto Europa                     | 19   | 18   |
| Totale                                  | 65   | 64   |

## Composizione per appartenenza ad ordini religiosi
| Ordine religioso                     | Sigla      | 1730 | 1740 |
| ------------------------------------ | ---------- | ---- | ---- |
| Gesuiti                              | S.I.       | 1    |      |
| Domenicani                           | O.P.       | 2    | 2    |
| Teatini                              | C.R.       | 1    |      |
| Oratoriani                           | C.O.       | 1    | 1    |
| Cassinesi                            | O.S.B.Cas. | 2    | 1    |
| Carmelitani scalzi                   | O.C.D.     |      | 1    |
| Serviti                              | O.S.M.     |      | 1    |
| Agostiniani                          | O.E.S.A.   |      | 1    |
| Totale per Ordini religiosi          | 7          | 7    |      |
| Non appartenenti ad Ordini religiosi | 58         | 57   |      |
| Totale                               | 65         | 64   |      |

## Composizione per concistoro
| Concistoro                | 1730 | 1740 |
| ------------------------- | ---- | ---- |
| 7 novembre 1689           | 1    |      |
| 13 febbraio 1690          | 1    |      |
| 13 novembre 1690          | 2    | 1    |
| Creati da Alessandro VIII | 4    | 1    |
| 12 dicembre 1695          | 1    |      |
| Creati da Innocenzo XII   | 1    | 0    |
| 17 dicembre 1703          | 1    |      |
| 17 maggio 1706            | 3    | 1    |
| 23 dicembre 1711          | 1    | 1    |
| 18 maggio 1712            | 10   | 5    |
| 30 gennaio 1713           | 2    | 2    |
| 6 maggio 1715             | 1    |      |
| 29 maggio 1715            | 3    | 1    |
| 16 dicembre 1715          | 1    |      |
| 15 marzo 1717             | 1    |      |
| 12 luglio 1717            | 2    | 1    |
| 29 novembre 1719          | 7    | 3    |
| 30 settembre 1720         | 2    |      |
| Creati da Clemente XI     | 34   | 14   |
| 16 luglio 1721            | 1    | 1    |
| Creati da Innocenzo XIII  | 1    | 1    |
| 11 settembre 1724         | 2    |      |
| 20 novembre 1724          | 1    | 1    |
| 20 dicembre 1724          | 1    |      |
| 11 giugno 1725            | 2    | 2    |
| 11 settembre 1726         | 1    | 1    |
| 9 dicembre 1726           | 6    | 4    |
| 26 novembre 1727          | 4    | 3    |
| 30 aprile 1728            | 2    | 1    |
| 20 settembre 1728         | 2    | 2    |
| 23 marzo 1729             | 1    | 1    |
| 6 luglio 1729             | 2    | 2    |
| 8 febbraio 1730           | 1    |      |
| Creati da Benedetto XIII  | 25   | 17   |
| 14 agosto 1730            |      | 1    |
| 2 ottobre 1730            |      | 2    |
| 24 settembre 1731         |      | 4    |
| 1º ottobre 1732           |      | 2    |
| 2 marzo 1733              |      | 1    |
| 28 settembre 1733         |      | 2    |
| 24 marzo 1734             |      | 3    |
| 17 gennaio 1735           |      | 1    |
| 19 dicembre 1735          |      | 1    |
| 20 dicembre 1737          |      | 7    |
| 23 giugno 1738            |      | 1    |
| 19 dicembre 1738          |      | 1    |
| 23 febbraio 1739          |      | 2    |
| 15 luglio 1739            |      | 1    |
| 30 settembre 1739         |      | 2    |
| Creati da Clemente XII    |      | 31   |
| Totale                    | 65   | 64   |

## Elenco degli avvenimenti
| Data              | Avvenimento                                                                                 | Paese                          | Cardinali |
| ----------------- | ------------------------------------------------------------------------------------------- | ------------------------------ | --------- |
| 12 luglio 1730    | Elezione papale del cardinale Lorenzo Corsini con il nome di Clemente XII (78)              | Granducato di Toscana          | 64        |
| 14 agosto 1730    | Concistoro per la creazione di 1 cardinale in pectore                                       | Stato Pontificio               | 64        |
| 6 settembre 1730  | Morte del cardinale Innico Caracciolo († 88)                                                | Regno di Napoli                | 63        |
| 2 ottobre 1730    | Concistoro per la creazione di 4 cardinali:                                                 | Stato Pontificio               | 67        |
| 2 ottobre 1730    | Alessandro Aldobrandini (63)                                                                | Granducato di Toscana          | 67        |
| 2 ottobre 1730    | Girolamo Grimaldi (55)                                                                      | Repubblica di Genova           | 67        |
| 2 ottobre 1730    | Bartolomeo Massei (67)                                                                      | Ducato di Siena                | 67        |
| 2 ottobre 1730    | Bartolomeo Ruspoli (32)                                                                     | Stato Pontificio               | 67        |
| 20 ottobre 1730   | Morte del cardinale Carlo Collicola († 48)                                                  | Stato Pontificio               | 66        |
| 11 dicembre 1730  | Concistoro per la pubblicazione di 1 cardinale in pectore:                                  | Stato Pontificio               | 67        |
| 11 dicembre 1730  | Neri Maria Corsini (45)                                                                     | Granducato di Toscana          | 67        |
| 27 dicembre 1730  | Morte del cardinale Agostino Cusani († 75)                                                  | Ducato di Milano               | 66        |
| 24 marzo 1731     | Morte del cardinale Giacomo Boncompagni († 78)                                              | Stato Pontificio               | 65        |
| 24 settembre 1731 | Concistoro per la creazione di 5 cardinali:                                                 | Stato Pontificio               | 70        |
| 24 settembre 1731 | Vincenzo Bichi (63)                                                                         | Ducato di Siena                | 70        |
| 24 settembre 1731 | Sinibaldo Doria (67)                                                                        | Repubblica di Genova           | 70        |
| 24 settembre 1731 | Giuseppe Firrao (61)                                                                        | Regno di Napoli                | 70        |
| 24 settembre 1731 | Antonio Saverio Gentili (50)                                                                | Stato Pontificio               | 70        |
| 24 settembre 1731 | Giovanni Antonio Guadagni, O.C.D. (57)                                                      | Granducato di Toscana          | 70        |
| 24 febbraio 1732  | Morte del cardinale Prospero Marefoschi († 78)                                              | Stato Pontificio               | 69        |
| 28 agosto 1732    | Morte del cardinale Imre Csáky († 59)                                                       | Regno d'Ungheria               | 68        |
| 1º ottobre 1732   | Concistoro per la creazione di 2 cardinali:                                                 | Stato Pontificio               | 70        |
| 1º ottobre 1732   | Troiano Acquaviva d'Aragona (36)                                                            | Regno di Napoli                | 70        |
| 1º ottobre 1732   | Agapito Mosca (54)                                                                          | Stato Pontificio               | 70        |
| 30 dicembre 1732  | Morte del cardinale Cornelio Bentivoglio († 64)                                             | Stato Pontificio               | 69        |
| 24 febbraio 1733  | Morte del cardinale Alamanno Salviati († 63)                                                | Granducato di Toscana          | 68        |
| 2 marzo 1733      | Concistoro per la creazione di 1 cardinale:                                                 | Stato Pontificio               | 69        |
| 2 marzo 1733      | Domenico Rivera (61)                                                                        | Stato Pontificio               | 69        |
| 8 agosto 1733     | Morte del cardinale Carlos Borja Centellas y Ponce de León († 70)                           | Regno di Spagna                | 68        |
| 16 settembre 1733 | Morte del cardinale Antonio Banchieri († 66)                                                | Granducato di Toscana          | 67        |
| 28 settembre 1733 | Concistoro per la creazione di 2 cardinali:                                                 | Stato Pontificio               | 69        |
| 28 settembre 1733 | Marcello Passari (55)                                                                       | Regno di Napoli                | 69        |
| 28 settembre 1733 | Giovanni Battista Spinola (52)                                                              | Repubblica di Genova           | 69        |
| 18 novembre 1733  | Morte del cardinale Girolamo Grimaldi († 59)                                                | Repubblica di Genova           | 68        |
| 2 dicembre 1733   | Morte del cardinale Sinibaldo Doria († 69)                                                  | Repubblica di Genova           | 67        |
| 26 gennaio 1734   | Morte del cardinale Alessandro Falconieri († 76)                                            | Stato Pontificio               | 66        |
| 9 febbraio 1734   | Morte del cardinale Diego de Astorga y Céspedes († 69)                                      | Regno di Spagna                | 65        |
| 24 marzo 1734     | Concistoro per la creazione di 4 cardinali:                                                 | Stato Pontificio               | 69        |
| 24 marzo 1734     | Pompeo Aldrovandi (65)                                                                      | Stato Pontificio               | 69        |
| 24 marzo 1734     | Serafino Cenci (57)                                                                         | Stato Pontificio               | 69        |
| 24 marzo 1734     | Pietro Maria Pieri, O.S.M. (57)                                                             | Ducato di Siena                | 69        |
| 24 marzo 1734     | Giacomo Lanfredini (63)                                                                     | Granducato di Toscana          | 69        |
| 20 giugno 1734    | Morte del cardinale Mihály Frigyes von Althan († 51)                                        | Ducati della Slesia            | 68        |
| 14 agosto 1734    | Morte del cardinale Alessandro Aldobrandini († 67)                                          | Granducato di Toscana          | 67        |
| 5 dicembre 1734   | Morte del cardinale Francesco Pignatelli († 82)                                             | Regno di Napoli                | 66        |
| 17 gennaio 1735   | Concistoro per la creazione di 1 cardinale:                                                 | Stato Pontificio               | 67        |
| 17 gennaio 1735   | Giuseppe Spinelli (40)                                                                      | Regno di Napoli                | 67        |
| 12 aprile 1735    | Morte del cardinale Nicola Gaetano Spinola († 76)                                           | Repubblica di Genova           | 66        |
| 19 dicembre 1735  | Concistoro per la creazione di 1 cardinale:                                                 | Stato Pontificio               | 67        |
| 19 dicembre 1735  | Luis Antonio Jaime de Borbón y Farnesio (8)                                                 | Regno di Spagna                | 67        |
| 15 gennaio 1737   | Morte del cardinale Giuseppe Renato Imperiali († 85)                                        | Regno di Napoli                | 66        |
| 18 marzo 1737     | Morte del cardinale Curzio Origo († 76)                                                     | Stato Pontificio               | 65        |
| 26 luglio 1737    | Morte del cardinale Henri-Pons de Thiard de Bissy († 80)                                    | Regno di Francia               | 64        |
| 23 novembre 1737  | Morte del cardinale Antonio Felice Zondadari († 71)                                         | Ducato di Siena                | 63        |
| 20 dicembre 1737  | Concistoro per la creazione di 6 cardinali e di 1 in pectore:                               | Stato Pontificio               | 69        |
| 20 dicembre 1737  | Tomás de Almeida (67)                                                                       | Regno del Portogallo           | 69        |
| 20 dicembre 1737  | Henri-Osvald de La Tour d'Auvergne (66)                                                     | Regno di Francia               | 69        |
| 20 dicembre 1737  | Joseph Dominick von Lamberg (57)                                                            | Arciducato d'Austria           | 69        |
| 20 dicembre 1737  | Gaspar de Molina y Oviedo, O.E.S.A. (58)                                                    | Regno di Spagna                | 69        |
| 20 dicembre 1737  | Jan Aleksander Lipski (47)                                                                  | Confederazione polacco-lituana | 69        |
| 20 dicembre 1737  | Carlo della Torre di Rezzonico (44) (futuro papa Clemente XIII)                             | Repubblica di Venezia          | 69        |
| 9 febbraio 1738   | Morte del cardinale Fabio degli Abati Olivieri († 79)                                       | Stato Pontificio               | 68        |
| 23 giugno 1738    | Concistoro per la creazione di 1 cardinale e pubblicazione di 1 in pectore:                 | Stato Pontificio               | 70        |
| 23 giugno 1738    | Raniero d'Elci (67)                                                                         | Granducato di Toscana          | 70        |
| 23 giugno 1738    | Domenico Silvio Passionei (55)                                                              | Stato Pontificio               | 70        |
| 22 luglio 1738    | Morte del cardinale Wolfgang Hannibal von Schrattenbach († 77)                              | Langraviato d'Assia-Darmstadt  | 69        |
| 17 agosto 1738    | Morte del cardinale Francesco Barberini († 75)                                              | Stato Pontificio               | 68        |
| 28 settembre 1738 | Morte del cardinale José Pereira de Lacerda († 76)                                          | Regno del Portogallo           | 67        |
| 19 dicembre 1738  | Concistoro per la creazione di 1 cardinale:                                                 | Stato Pontificio               | 68        |
| 19 dicembre 1738  | Silvio Valenti Gonzaga (48)                                                                 | Ducato di Milano               | 68        |
| 17 gennaio 1739   | Morte del cardinale Giorgio Spinola († 71)                                                  | Repubblica di Genova           | 67        |
| 23 febbraio 1739  | Concistoro per la creazione di 2 cardinali:                                                 | Stato Pontificio               | 69        |
| 23 febbraio 1739  | Carlo Gaetano Stampa (71)                                                                   | Ducato di Milano               | 69        |
| 23 febbraio 1739  | Pierre Guérin de Tencin (58)                                                                | Regno di Francia               | 69        |
| 8 luglio 1739     | Morte del cardinale Carlo Colonna († 73)                                                    | Stato Pontificio               | 68        |
| 15 luglio 1739    | Concistoro per la creazione di 1 cardinale:                                                 | Stato Pontificio               | 69        |
| 15 luglio 1739    | Marcellino Corio (74)                                                                       | Ducato di Milano               | 69        |
| 18 agosto 1739    | Morte del cardinale Juan Álvaro Cienfuegos Villazón († 82)                                  | Regno di Spagna                | 68        |
| 30 settembre 1739 | Concistoro per la creazione di 2 cardinali:                                                 | Stato Pontificio               | 70        |
| 30 settembre 1739 | Prospero Colonna (76)                                                                       | Stato Pontificio               | 70        |
| 30 settembre 1739 | Carlo Maria Sacripante (50)                                                                 | Stato Pontificio               | 70        |
| 11 gennaio 1740   | Morte del cardinale Gianantonio Davia († 79)                                                | Stato Pontificio               | 69        |
| 22 gennaio 1740   | Morte del cardinale Giberto Borromeo († 68)                                                 | Ducato di Milano               | 68        |
| 6 febbraio 1740   | Morte di papa Clemente XII († 87)                                                           | Stato Pontificio               | 68        |
| 19 febbraio 1740  | Apertura del conclave                                                                       | Stato Pontificio               | 68        |
| 29 febbraio 1740  | Morte del cardinale Pietro Ottoboni († 72)                                                  | Repubblica di Venezia          | 67        |
| 12 marzo 1740     | Morte del cardinale Giovanni Battista Altieri († 66)                                        | Stato Pontificio               | 66        |
| 2 giugno 1740     | Morte del cardinale Leandro di Porcia, O.S.B.Cas. († 66)                                    | Repubblica di Venezia          | 65        |
| 24 giugno 1740    | Morte del cardinale Serafino Cenci († 64)                                                   | Stato Pontificio               | 64        |
| 17 agosto 1740    | Elezione papale del cardinale Prospero Lorenzo Lambertini con il nome di Benedetto XIV (64) | Stato Pontificio               | 63        |